# Mécislas De Rakowski
Mécislas De Rakowski (Wieckowice (Polen), 1882 - Jambes, 1947) was een Pools-Belgisch kunstschilder.
Mécislas De Rakowski werd geboren in een dorp nabij Krakau en studeerde aan de Academie in Krakau. Hij beëindigde zijn studies in München en Florence.
Hij woonde een tijdlang in Parijs alvorens zich tijdens het interbellum in België te vestigen, in Jambes nabij Namen.
De Rakwoski schilderde landschappen, interieurs, marines, naakten, portretten en stillevens.

## Tentoonstellingen
- 1943, Namen, "Galerie La Renaissance"
- 1948, Namen, "Bourse de Commerce" (postume retrospectieve)

## Musea
- Namen, Stedelijke verzameling
- Namen, verzameling Provincie Namen
- Oostende, Mu.ZEE
- Verz. Franstalige Gemeenschap